# Stichobasis helicinoides
Stichobasis helicinoides är en fjärilsart som beskrevs av Franciscus J.M. Heylaerts 1879. Stichobasis helicinoides ingår i släktet Stichobasis och familjen säckspinnare. Inga underarter finns listade i Catalogue of Life.